# Renträsket (Sorsele socken, Lappland)
Renträsket är en sjö i Sorsele kommun i Lappland och ingår i Umeälvens huvudavrinningsområde. Sjön har en area på 0,926 kvadratkilometer och ligger 602,1 meter över havet. Renträsket ligger i Vindelfjällen Natura 2000-område.

## Delavrinningsområde
Renträsket ingår i det delavrinningsområde (729190-154678) som SMHI kallar för Utloppet av Renträsket. Medelhöjden är 621 meter över havet och ytan är 4,5 kvadratkilometer. Det finns inga avrinningsområden uppströms utan avrinningsområdet är högsta punkten. Vattendraget som avvattnar avrinningsområdet har biflödesordning 4, vilket innebär att vattnet flödar genom totalt 4 vattendrag innan det når havet efter 369 kilometer. Avrinningsområdet består mestadels av skog (77 procent). Avrinningsområdet har 1,02 kvadratkilometer vattenytor vilket ger det en sjöprocent på 22,6 procent.